# 帕里塔

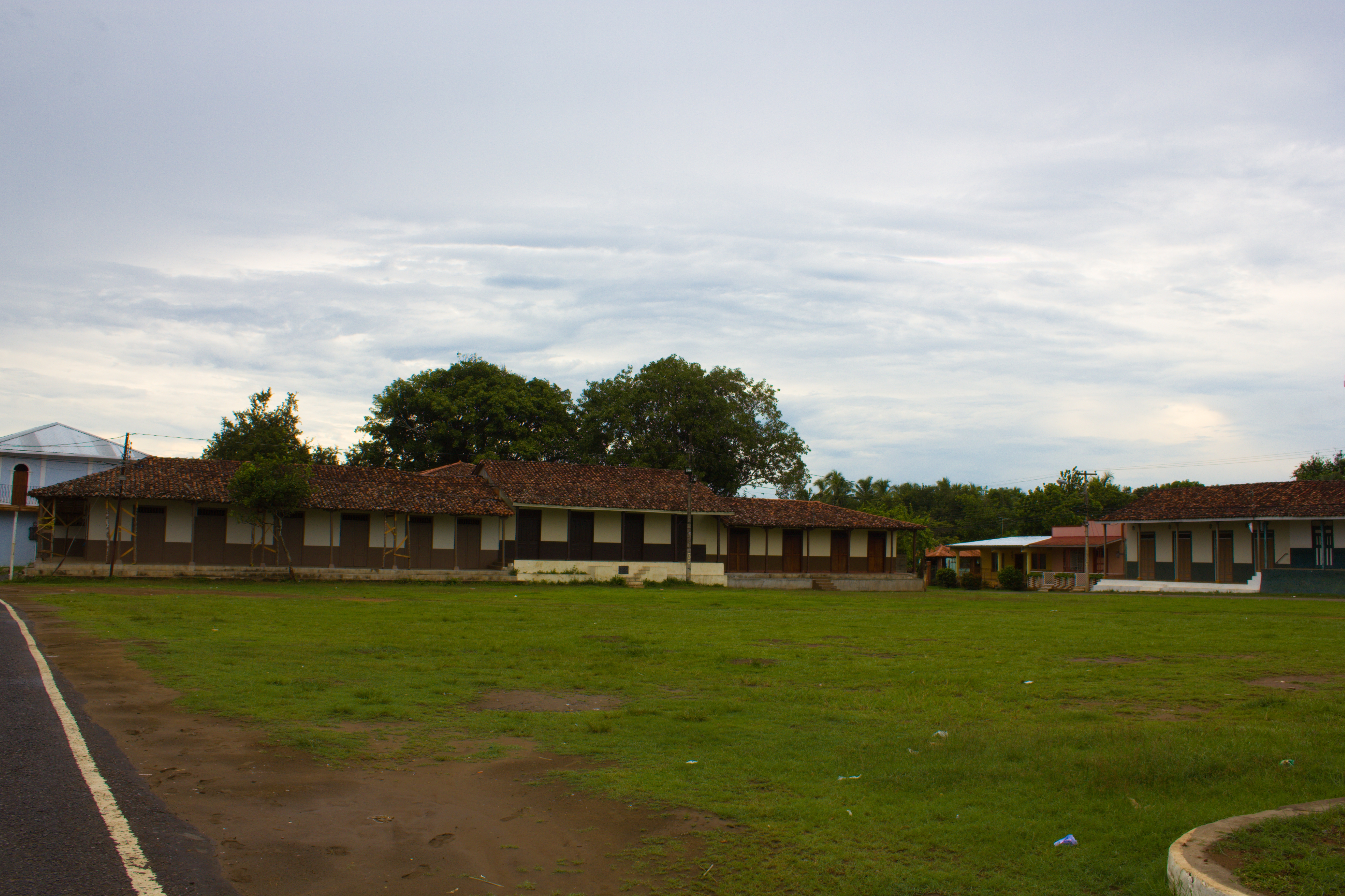
帕里塔

帕里塔（西班牙語：Parita），是巴拿馬的城鎮，位於該國中南部，由埃雷拉省的帕里塔區負責管轄，面積108.2平方公里，海拔高度33米，2010年人口3,723，人口密度每平方公里34.4人。